# The Guernsey Literary and Potato Peel Pie Society
The Guernsey Literary and Potato Peel Pie Society is een Britse romantische historische dramafilm uit 2018, geregisseerd door Mike Newell en gebaseerd op de gelijknamige roman van Annie Barrows en Mary Ann Shaffer. In de hoofdrol spelen Lily James en Michiel Huisman.

## Verhaal
Vlak na het einde van de Tweede Wereldoorlog reist de journaliste Juliet Ashton af naar Guernsey, dat in tegenstelling tot het Verenigd Koninkrijk wel bezet is geweest door de Duitsers. Ze wil meer te weten komen over een vreemd literair genootschap dat tijdens de oorlog is ontstaan.

## Rolverdeling
| Acteur                | Personage         |
| --------------------- | ----------------- |
| Lily James            | Juliet Ashton     |
| Michiel Huisman       | Dawsey Adams      |
| Glen Powell           | Mark Reynolds     |
| Jessica Brown Findlay | Elizabeth McKenna |
| Katherine Parkinson   | Isola Pribby      |
| Matthew Goode         | Sidney Stark      |
| Tom Courtenay         | Eben Ramsey       |
| Penelope Wilton       | Amelia Maugery    |

## Productie
Nadat in 2010 het nieuws over de verfilming van de roman van Mary Ann Shaffer en Annie Barrows werd bekendgemaakt, werden verschillende potentiële actrices genoemd voor de hoofdrol waaronder Kate Winslet, Anne Hathaway en Emily Blunt. In januari 2012 werd een overeenkomst bereikt met Winslet die zich echter in februari 2013, samen met regisseur Kenneth Branagh terugtrok. In oktober 2016 werd bevestigd dat Downton Abbey-actrice Lily James de hoofdrol zou spelen en ook de Nederlandse acteur Michiel Huisman werd bevestigd voor de rol van Dawsey Adams. In maart 2017 werden nog vijf acteurs bekendgemaakt, Jessica Brown Findlay, Glen Powell, Matthew Goode, Katherine Parkinson en Penelope Wilton.